# سوتلانا کولوساریان
سوتلانا ولادیمیری کولوساریان (ارمنی: Սվետլանա Վլադիմիրի Կոլոսարյան؛ زاده ۲۴ ژانویهٔ ۱۹۳۹) خواننده اپرا اهل ارمنستان است.

## زندگی‌نامه
وی در ۲۴ ژانویهٔ ۱۹۳۹ در ریبنیتسا در به دنیا آمد و از کنسرواتوار سن پترزبورگ (۱۹۵۷) دانشکده دولتی موسیقی گنیسین (۱۹۶۳) کنسرواتوار دولتی کومیتاس ایروان (۱۹۶۷) فارغ‌التحصیل گشت. وی در تالار آکادمی ملی اپرا و باله آلکساندر اسپنداریان کنسرواتوار دولتی کومیتاس ایروان فعالیت کرده است.  وی همچنین برنده جوایزی همچون آموزگار شایسته جمهوری ارمنستان (۲۰۱۱) شد.